# Ich bin ein Berliner
Ich bin ein Berliner („jestem berlińczykiem”) – cytat z przemówienia Johna F. Kennedy’ego 26 czerwca 1963 przed ratuszem dzielnicy Schöneberg w Berlinie z okazji 15 rocznicy berlińskiego mostu powietrznego, podczas pierwszej wizyty prezydenta Stanów Zjednoczonych w Niemczech od czasu zbudowania Muru Berlińskiego 13 sierpnia 1961. Prezydent chciał w ten sposób wyrazić swoją solidarność z mieszkańcami Berlina Zachodniego.

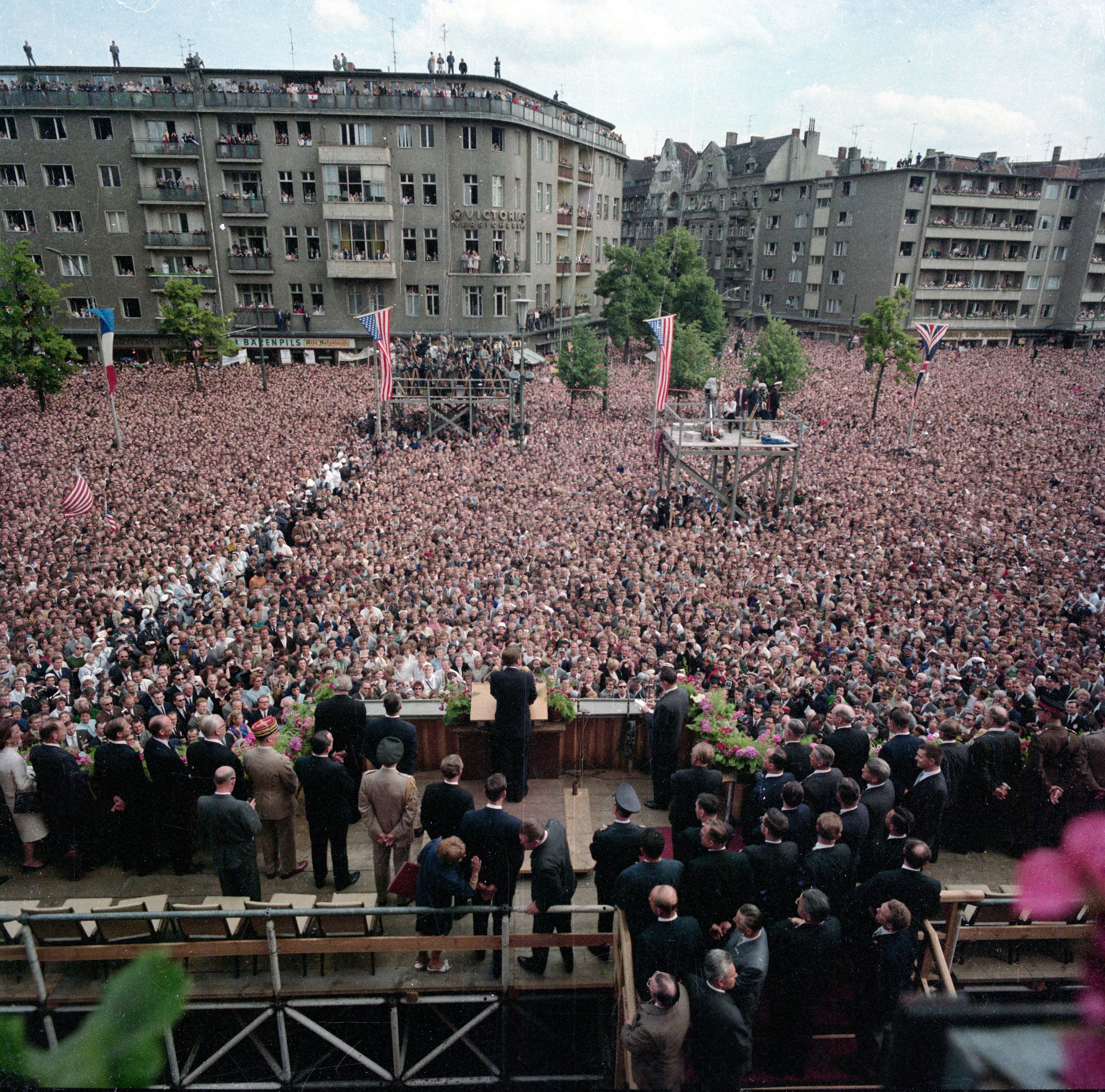
Zdjęcie zrobione w trakcie przemówienia

W tekście przemówienia wyrażenie pojawia się dwukrotnie:
1. „Two thousand years ago the proudest boast was «civis Romanus sum». Today, in the world of freedom, the proudest boast is «Ich bin ein Berliner».”
„Dwa tysiące lat temu największą dumą było powiedzieć: civis Romanus sum (Jestem obywatelem rzymskim). Dzisiaj, w świecie wolności, największą dumą jest powiedzieć «Jestem berlińczykiem».” Today, in the world of freedom (...) „Ich bin ein Berliner”
2. „All free men, wherever they may live, are citizens of Berlin, and, therefore, as a free man, I take pride in the words «Ich bin ein Berliner»!”
„Wszyscy wolni ludzie, gdziekolwiek żyją, są obywatelami Berlina, i tym samym ja, jako wolny człowiek z dumą mówię «Jestem berlińczykiem»!”

Kennedy zanotował sobie również inne zwroty do wykorzystania:
- Lasst sie nach Berlin kommen – niem. „Niech przyjadą do Berlina”
- Civis Romanus sum

Przed wystąpieniem, w gabinecie burmistrza Berlina Willy’ego Brandta, Kennedy ćwiczył wymowę tych zwrotów wraz z tłumaczem Robertem Lochnerem i zapisał sobie ich transkrypcję. Najwięcej kłopotów sprawiała mu wymowa niemieckiego ich i w przemówieniu udało mu się jedynie uzyskać formę zbliżoną do formy iisz, którą można usłyszeć w dialekcie środkowofrankońskim języka niemieckiego.

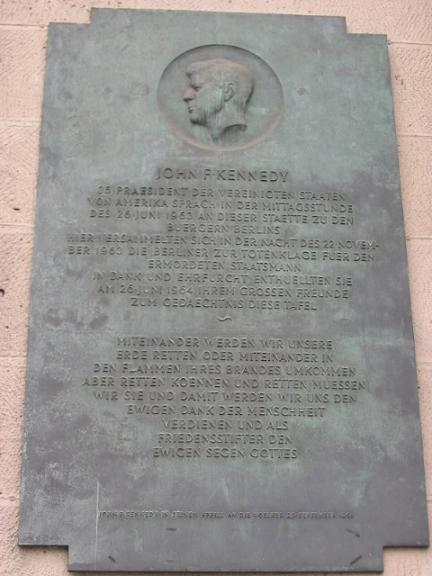
Tablica upamiętniająca przemówienie Kennedy’ego przy wejściu do ratusza

## Nawiązania
W latach dziewięćdziesiątych dwudziestego wieku podczas wojny w Jugosławii Madeleine Albright odwołała się świadomie do znanych słów prezydenta i powiedziała: „Ja sam Sarajevka!”, chcąc wskazać na paralelę historyczną sytuacji.
Wyrażenie to zostało sparodiowane przez Terry’ego Pratchetta w książce Potworny regiment.

## Nieporozumienie co do znaczenia zwrotu

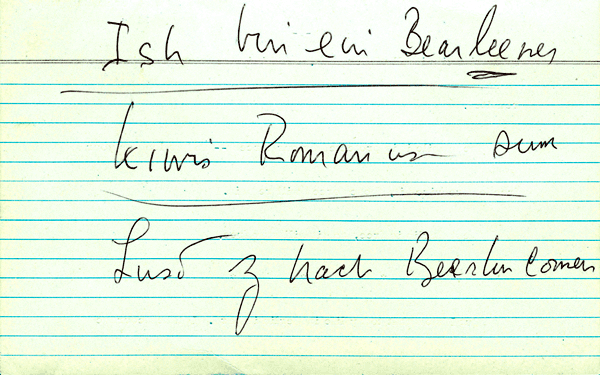
Notatka z transkrypcją obcych zwrotów: Ish bin ein Bearleener – kiwis Romanus sum – Lusd z nach Bearleen comen

W latach 80. XX wieku w Stanach Zjednoczonych rozpowszechniona została opinia, jakoby Kennedy ośmieszył się niewprawnym użyciem niemieckiej gramatyki. Według niektórych poprawne zdanie powinno brzmieć  „Ich bin Berliner” (bez użycia rodzajnika nieokreślonego), a więc zdanie wypowiedziane przez prezydenta zostało zrozumiane jako „Jestem berlińskim (pączkiem)”, co miało wywołać rozbawienie zebranych. Takie tłumaczenie wypowiedzi bywa rozpowszechniane w języku angielskim jako „I am a jelly[-filled] doughnut”.
Najstarszym odnotowanym przypadkiem wystąpienia tego mitu jest artykuł z „The New York Times” z roku 1988. Tę legendę powtarzały również inne media, np. BBC i MSNBC.
W języku niemieckim wprawdzie często nie stosuje się rodzajnika nieokreślonego przed użytą orzecznikowo nazwą mieszkańców jakiegoś terytorium, podczas gdy można go użyć, kładąc nacisk nie na pochodzenie czy miejsce zamieszkania, a przynależność do jakiejś grupy osób. Na ten przypadek wskazuje fakt, że w wystąpieniu prezydenta wyraz „Berliner” pojawił się w znaczeniu przenośnym, wyrażającym solidarność z berlińczykami, oraz jako rzeczownik zwykły, oznaczający wolnego człowieka. W takim wypadku użycie rodzajnika nieokreślonego jest całkowicie poprawne. Ponadto, określenie „berlińczyk” („Berliner”) na oznaczenie tamtejszego pączka („Berliner Pfannkuchen”) wśród mieszkańców Berlina w latach 60. XX wieku było prawdopodobnie nieznane, gdyż wciąż używa się tam przede wszystkim wyrazu „pączek” (Pfannkuchen). Tak więc zdanie wypowiedziane przez prezydenta Kennedy’ego jest poprawne i zostało sprawdzone podczas przygotowania do wystąpienia. Prezydent w następnym zdaniu podziękował tłumaczowi za „przetłumaczenie” jego zwrotu na niemiecki, co wzbudziło rozbawienie wśród publiczności.